# Andrzej Łukaszewski
Andrzej Łukaszewski (ur. 4 października 1939 w Czortkowie k. Żółkwi, zm. 31 stycznia 2017 w Krakowie) – polski malarz, grafik i rysownik.
W latach 1958–1964 studiował na Akademii Sztuk Pięknych w Krakowie. Współzałożyciel grupy "Collegium". Autor cyklów Zwiędły karnawał, Środowisko stołu, Środowisko okna, Jednorożec. Uprawiał także malarstwo ścienne (malowidło Św. Franciszek w kościele Kapucynów w Krakowie). Jego dzieła znajdują się m.in. w kolekcjach Muzeum Narodowego w Krakowie i Muzeum Narodowego w Warszawie. Pochowany na cmentarzu Rakowickim.